# Sporting Clube de Benguela
Sporting Clube de Benguela ou simplesmente Sporting de Benguela, é um clube desportivo Angolano da cidade de Benguela.

## História
O clube foi fundado em 1915, como 21ª afiliada do Sporting Clube de Portugal.
Desde a independência em 1975, até 1988, tal como ocorreu com todos os clubes cujos nomes tiveram origem na sua antiga potência colonial, Portugal, o Sporting de Benguela passou a denominar-se Desportivo de Benguela.
O clube é proprietário do Estádio do Arregaça, na cidade de Benguela.
O time de basquete é um participante regular da principal liga de basquete, enquanto o time de futebol permaneceu inativo por muitos anos, devido à escassez financeira.
Em 2018, a equipa de futebol disputou o Gira Angola, o torneio de qualificação para a primeira divisão angolana, o Girabola.
Disputou o Girabola 2021-2022 ficando na lanterna com 9 pontos.